# Pianoconcert nr. 2 (Stenhammar)
Wilhelm Stenhammar voltooide zijn Pianoconcert nr. 2 op 7 februari 1907, de dag dat hij 36 jaar werd.
Stenhammar begon aan zijn tweede pianoconcert al in de lente van 1904, maar had het druk met dirigeren en optredens als pianist. In die jaren was Stenhammar vooral bezig met de pianostukken van Ludwig van Beethoven. Een weerslag op zijn eigen composities had dat niet (behalve steeds uitstel). Zijn tweede pianoconcert (zijn eerste verscheen als opus 1 in 1893) is een puur romantische aangelegenheid. Wat daarbij opvalt is de vierdelige structuur, de meeste concerto's hadden destijds een driedelige. De inleiding tot het concert komt in de vorm van een cadens, voordat het gehele orkest wordt ingezet. Aangezien Stenhammar zelf begenadigd pianist was, schreef hij een behoorlijk technische partij voor het solo-instrument. Het wordt daarom wel gezien als een muzikaal zelfportret. De ontwikkeling van de muziek binnen het concert wijkt daarbij niet af van andere soloconcerten van die tijd.
De eerste uitvoering was weggelegd voor Zelmica Asplund, begeleid door Stenhammar zelf met zijn Göteborg Symfonieorkest op 15 april 1908. Het werk bleef altijd geliefd in Zweden. Stenhammar soleerde zelf pas een jaar later met dit werk.
De delen:
1. Moderato
2. Molto vivace (het scherzo)
3. Adagio
4. Moderato

Stenhammar schreef het voor:
- solo piano
- 2 dwarsfluiten, 2 hobo's, 2 klarinetten, 2 fagotten
- 4 hoorns, 2 trompetten, 3 trombones, 1 tuba
- pauken,  1 man/vrouw percussie
- violen, altviolen, celli, contrabassen

## Discografie
Er is een aantal opnamen beschikbaar van dit werk, maar de meeste daarvan komen uit de Scandinavische markt.  BIS Records had wat dat betreft een uitzondering, de pianiste Christina Ortiz soleerde met het Göteborg Symfonieorkest onder leiding van Neeme Järvi.